# Straße des christlichen Viertels

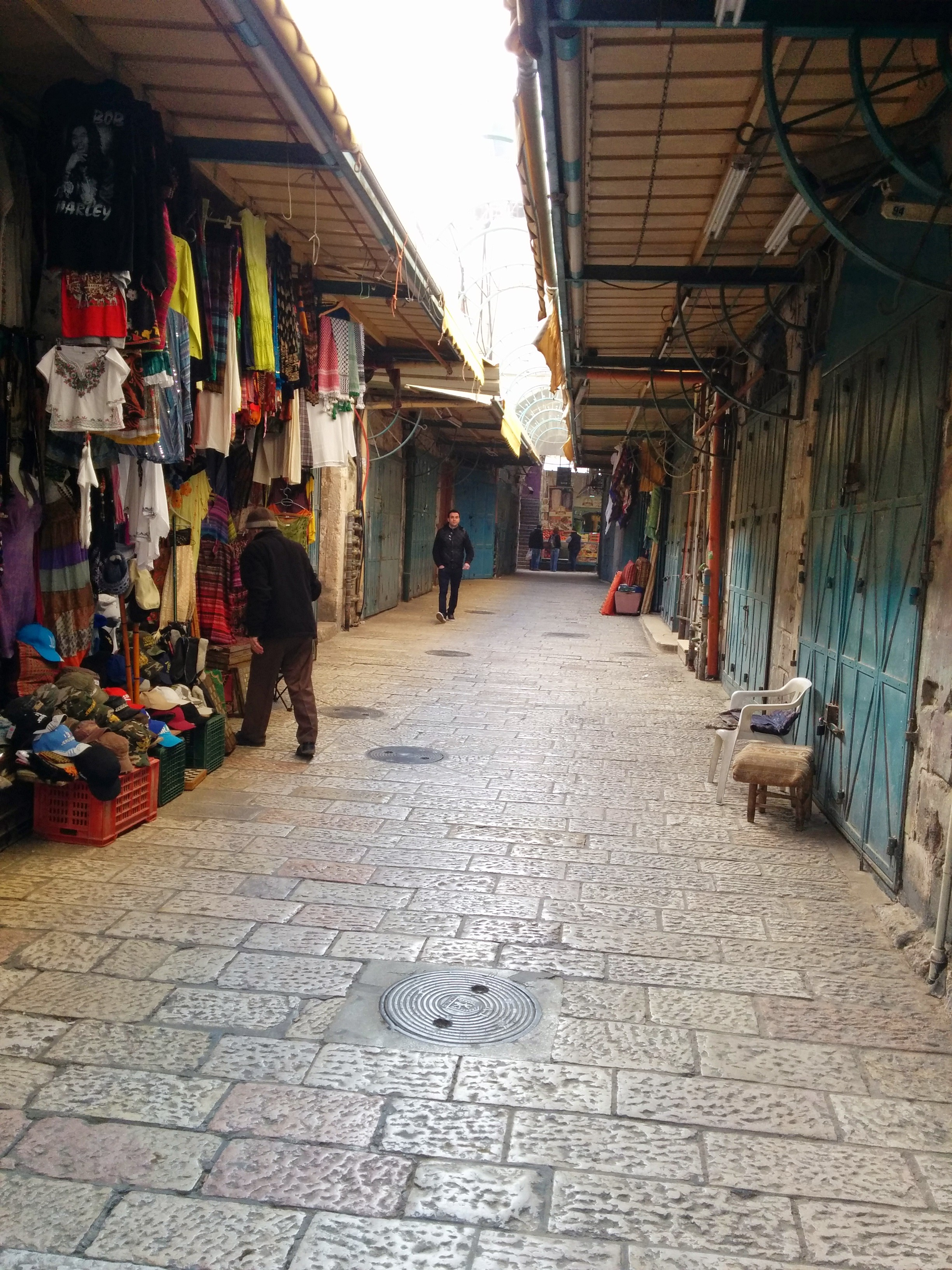
Straße des Christlichen Viertels

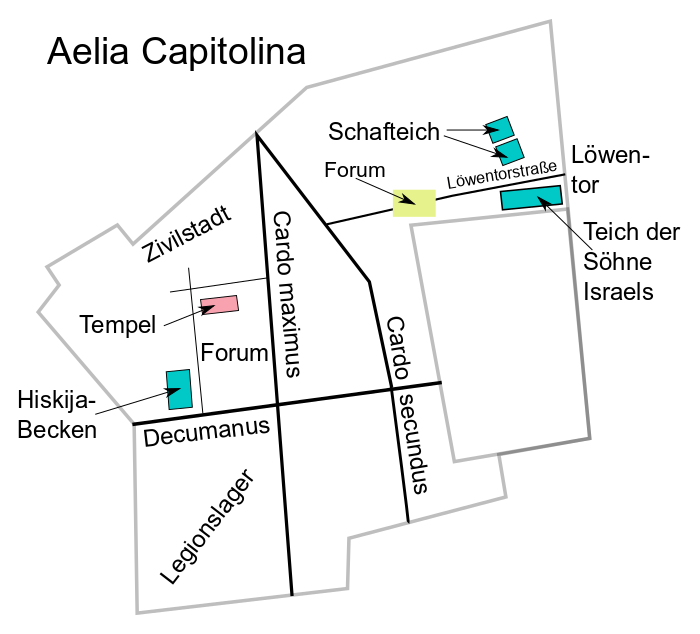
Aelia Capitolina mit Forum und Tempel zwischen Cardo Maximus und Straße des christlichen Viertels

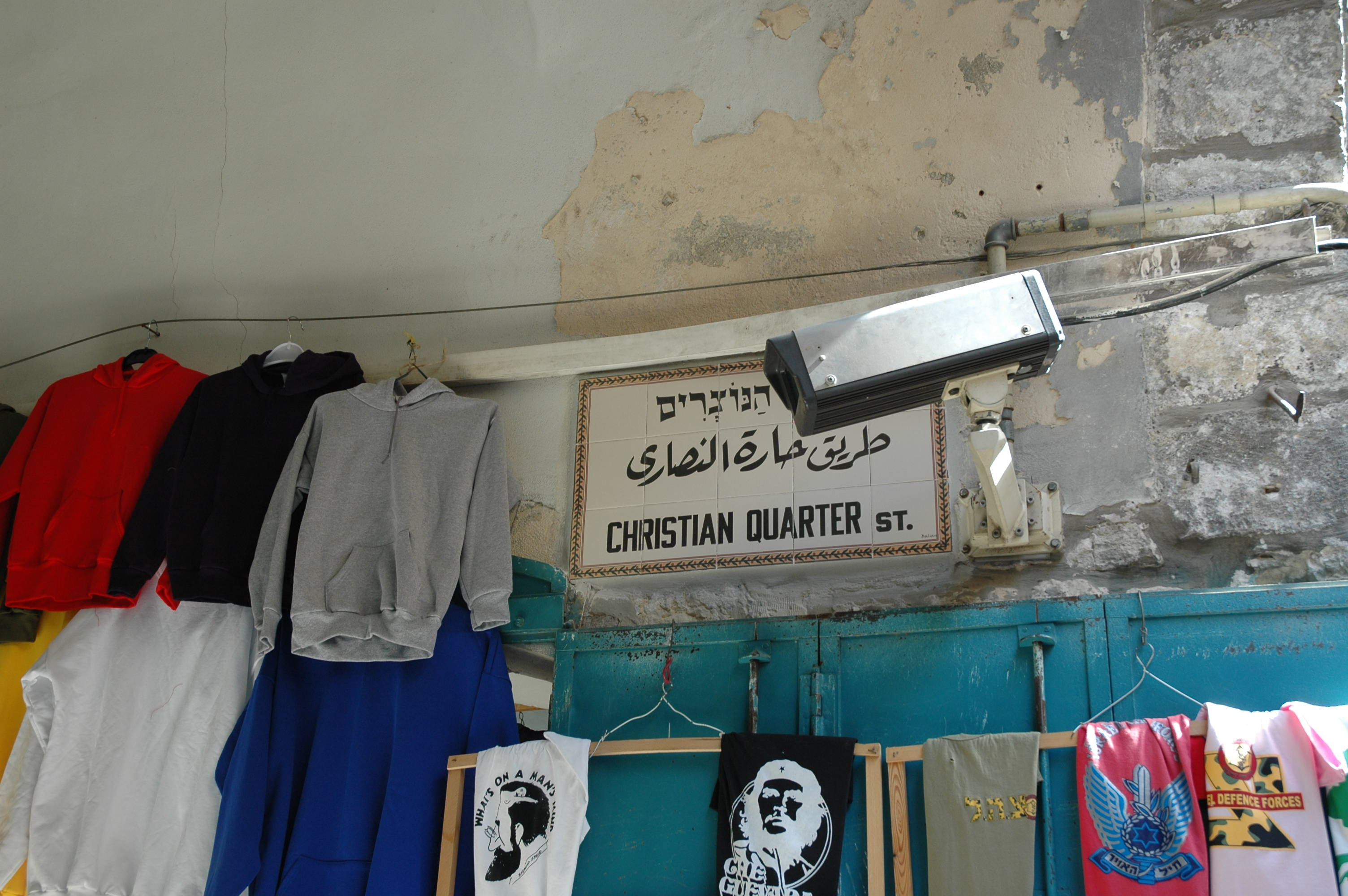
Straße des Christlichen Viertels, Straßenschild

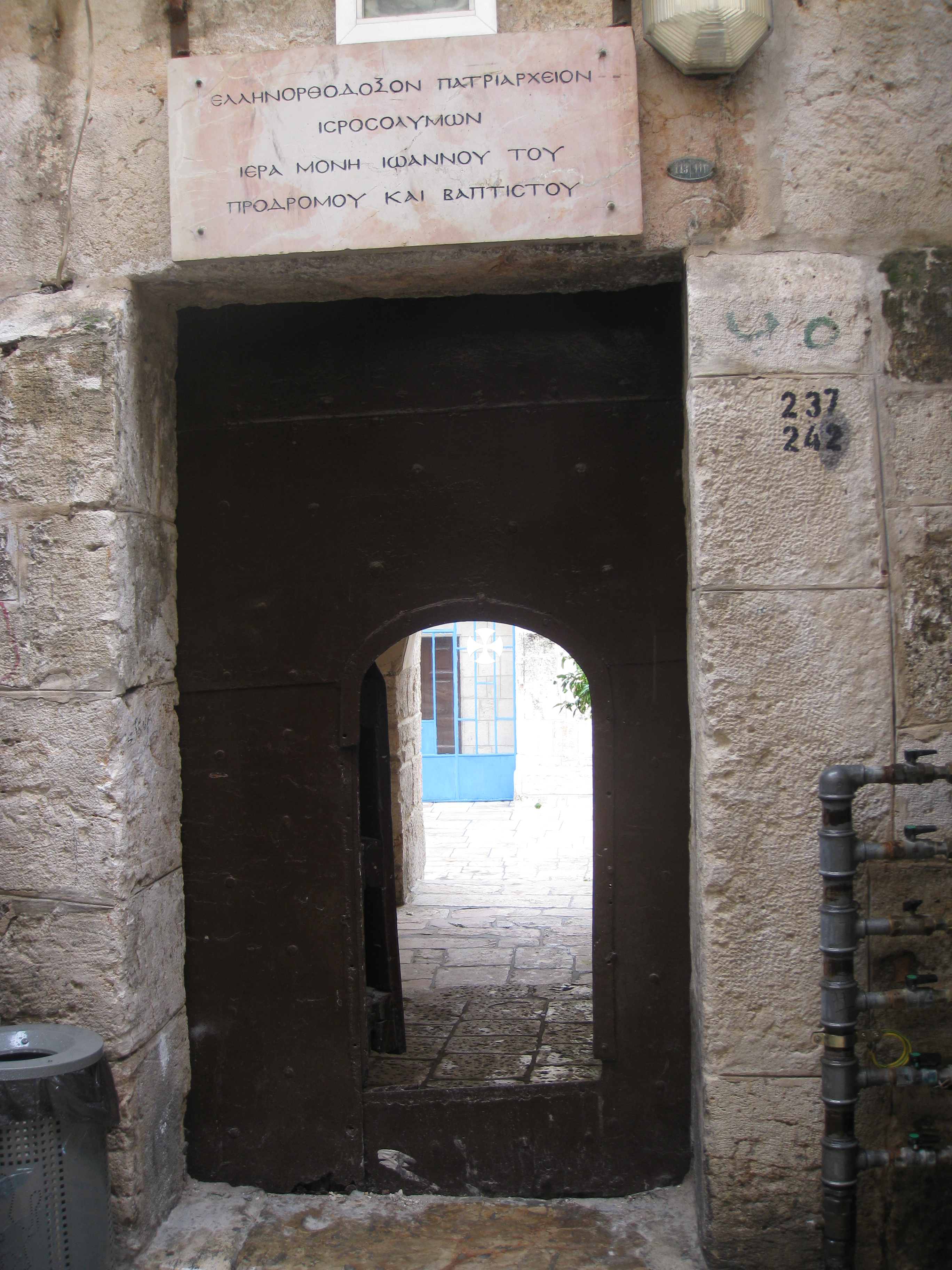
Zugang zur Johanneskirche

Die Straße des christlichen Viertels, englisch christian quarter street, arabisch طريق حارة النصارى tariq hara al nasari ‚Weg-Gasse der Christen‘, hebräisch רחוב הנוצרים rechov hanozrim, deutsch ‚Straße der Christen‘, ist eine Straße im UNESCO-Weltkulturerbe Altstadt von Jerusalem.

## Geographie
Die 210 m lange Straße des christlichen Viertels verläuft von Süden nach Norden, westlich parallel zum Suq Chan ez-Zeit und seiner Verlängerung, dem Suq der Parfüme und Gewürze.
Sie beginnt⊙ 160 m östlich des Jaffatores⊙ an der David-Straße im Süden und endet⊙ an der El-Khanqa Straße im Norden.
In diesem Rechteck, gebildet aus der Straße des christlichen Viertels im Osten, der El-Khanqa-Straße im Norden, dem Suq Chan ez-Zeit im Westen und der David-Straße im Süden liegt südlich das Muristan-Viertel⊙ und nördlich die Grabeskirche⊙.

## Geschichte
Die Straße des christlichen Viertels entstand, als die Römer auf den Trümmern des zerstörten Jerusalems im Jahr 135 die römische Stadt Aelia Capitolina mit typisch römischem Straßenplan errichteten.
Sie bildete zusammen mit dem Cardo maximus (heute: Suq Chan ez-Zeit), dem Decumanus (heute: David-Straße) und der heutigen El-Khanqa Straße ein Rechteck.
In diesem Rechteck lagen das Forum (heute: Muristan-Viertel) und der Tempel der Kapitolinischen Trias und der Venus auf dem Platz der heutigen Grabeskirche.
Diese Anordnung blieb bis zur heutigen Zeit erhalten.
Unter Konstantin dem Großen wurde der römische Tempel um 330 durch eine Auferstehungskirche ersetzt.
Diese entwickelte sich über mehrere Zerstörungen und Wiederaufbauten zur heutigen Grabeskirche.

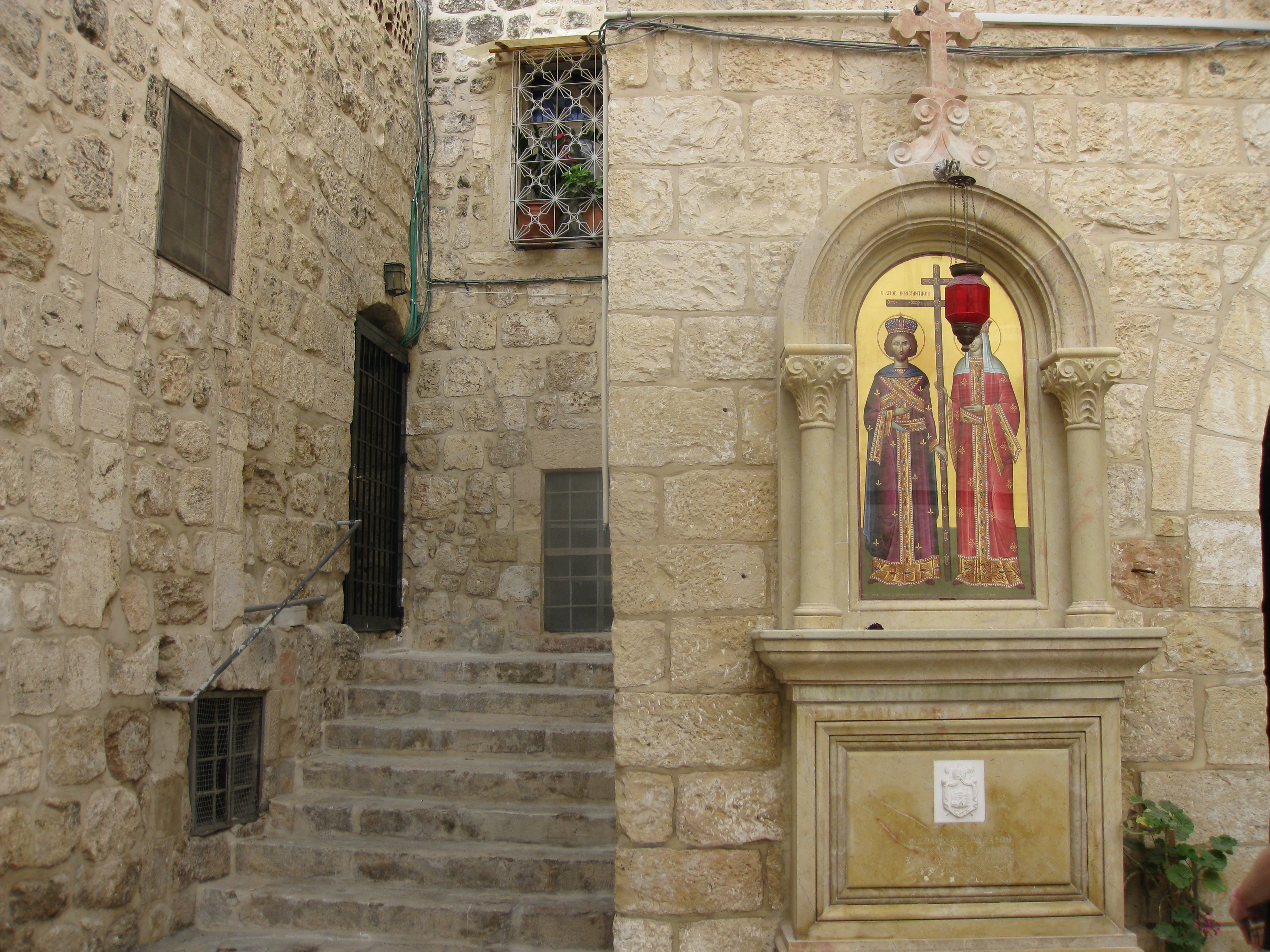
Griechisch-orthodoxes Patriarchat

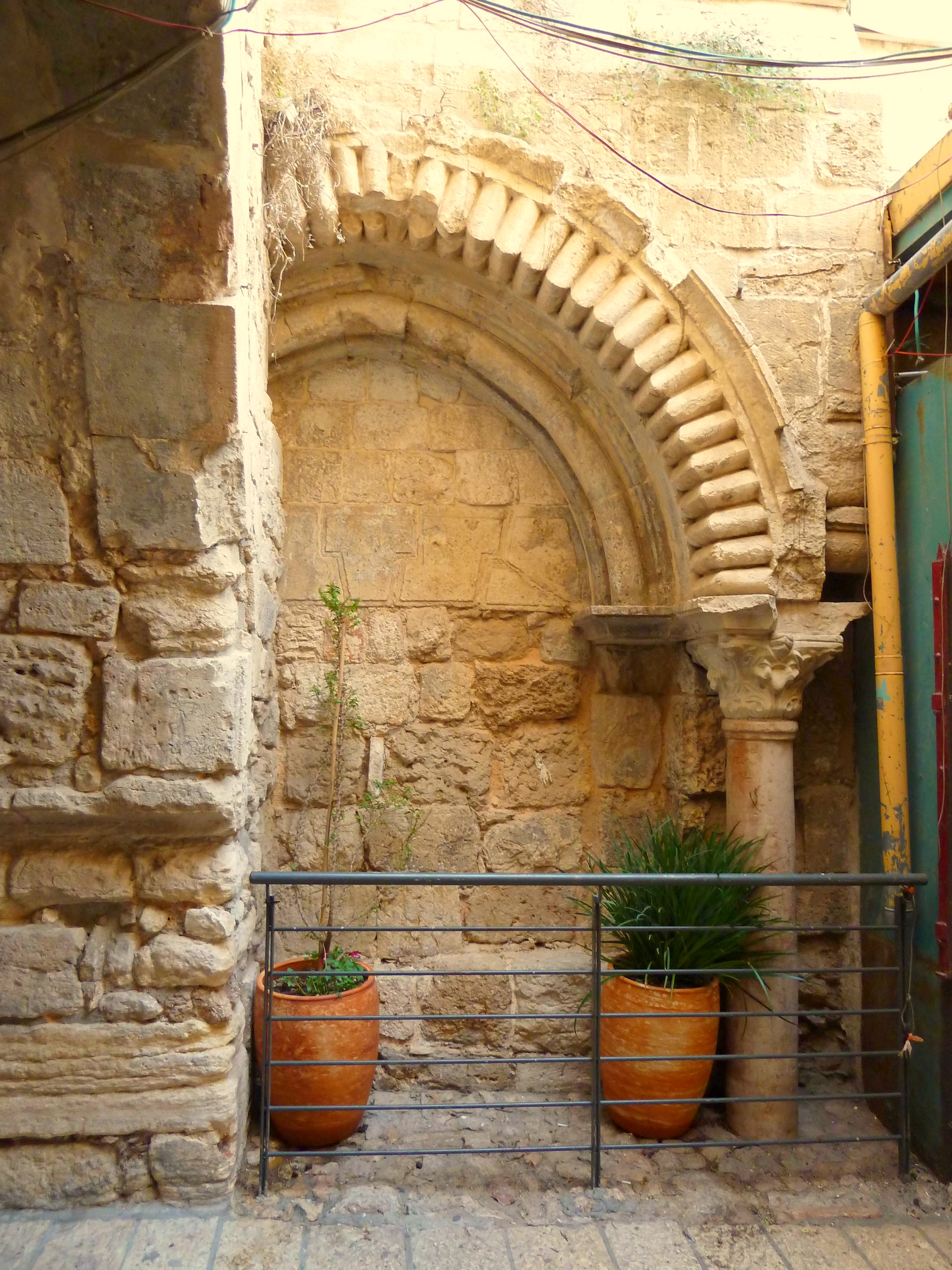
Zugemauerte Eingangstür zur Grabeskirche in der Straße des christlichen Viertels

## Verlauf, Gebäude und Sehenswürdigkeiten in der Umgebung
80 m östlich des Jaffatores beginnt die David-Straße.
In der David-Straße, weitere 80 m östlich, zweigt die Straße des christlichen Viertels nach Norden ab.
Nach 30 m befindet sich auf der östlichen Straßenseite der Zugang zur Johanneskirche⊙, die im 12. Jahrhundert von den Kreuzfahrern erbaut wurde.
20 m⊙ und dann nochmal 60 m⊙ weiter nördlich auf der Ostseite der Straße befinden sich Durchgänge zum Muristan-Viertel.
Hier befand sich in der von den Römern im Jahr 135 auf dem zerstörten Jerusalem erbauten Aelia Capitolina das Forum.
Im 11. Jahrhundert wurden hier vier Kirchen (Sancta Maria Latina, Sancta Maria maior und minor und St. Johannes) und ein Pilgerhospiz errichtet.
Zu Beginn des 20. Jahrhunderts wurde auf dem Gelände ein griechischer Markt errichtet, dem die Reste der alten Gebäude zum Opfer fielen.
Archäologische Funde können im Untergrund der Erlöserkirche⊙ und in der Krypta der Johanneskirche besichtigt werden.
15 m⊙ weiter nördlich zweigt auf der Westseite der Straße der Aqabat khan el 'Aqabat nach Westen ab.
Es handelt sich um eine Treppe, die zum koptischen Basar und weiter zur St.-Georg-Straße führt.
Nach weiteren 15 m (140 m nördlich der David-Straße)⊙ zweigt die St. Helena Straße ab.
Sie führt direkt zur Grabeskirche, deren Bau im 4. Jahrhundert begonnen wurde.
30 m in der St. Helena Straße auf ihrer südlichen Seite befindet sich die Moschee al-Afdalia mit einem Minarett aus dem 15. Jahrhundert⊙.
Von hier an verläuft die Straße des christlichen Viertels direkt entlang der westlichen Begrenzungsmauer der Grabeskirche.
Auf ihrer Westseite befindet sich das griechisch-orthodoxe Patriarchat von Jerusalem⊙.
In ihm befindet sich ein Museum, welches Steinsarkophage aus den Herodianergräbern, Kreuzfahrer-Kapitelle aus der Maria-Maior-Kirche und das Original der Übergabeurkunde Jerusalems durch den Patriarchen Sophronius an den islamischen Befehlshaber im Jahr 637 aufbewahrt.
Nach 75 m zweigt die Straße des griechischen Patriarchats nach Westen ab.⊙
Nach weiteren 5 m befindet sich auf der Ostseite der Straße eine zugemauerte Eingangstür zur Grabeskirche⊙.

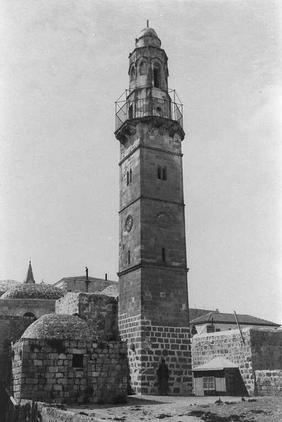
Al-Chanqah-as-Salahiyya-Moschee

Die Straße mündet nach weiteren 40 m in die El-Khanqa-Straße.
An der Südostecke der Straßenmündung befindet sich die Al-Chanqah-as-Salahiyya-Moschee⊙.
In diesem Gebäude befand sich bis zur Kreuzfahrerzeit das griechische Patriarchat, dann das lateinische Patriarchat. 1189 richtete Saladin darin einen Sufi-Konvent ein.